# الدوري المكسيكي الممتاز 1956-57
الدوري المكسيكي الممتاز 1956-57 (بالإسبانية: Primera División de México 1956-57)‏ هو الموسم 14 من الدوري المكسيكي الممتاز. أقيم خلال الفترة 8 يوليو 1956 وحتى 20 يناير 1957، وأشرف على تنظيمه اتحاد المكسيك لكرة القدم، وكان عدد الأندية المشاركة فيه 13، وفاز فيه نادي غوادالاخارا.